# Margarinotus thomomysi
Margarinotus thomomysi är en skalbaggsart som beskrevs av Michael S. Caterino 2010. Margarinotus thomomysi ingår i släktet Margarinotus och familjen stumpbaggar. Inga underarter finns listade i Catalogue of Life.